# Єсентуки № 4
Єсентуки № 4 — природна лікувально-столова хлоридно-гідрокарбонатна натрієва, борна (соляно-лужна) питна мінеральна вода середньої мінералізації (7,0—10,0 г/л). Основне джерело — свердловини № 33-біс, 34-біс, 39-біс, 41-біс, 49-Е, 418', 56, 57-РЕ-біс, 71 Єсентукського родовища Кавказьких Мінеральних Вод, в місті-курорті Єсентуки, Ставропольського краю. Всього на терені курорту експлуатується 11 джерел типу «Єсентуки № 4». Крім того, в 1989 році на території Єсентуків побудована найбільша в країні питна галерея, розрахована на 5 000 відвідувань в день. У числі інших, в галерею безпосередньо з джерела надходить і вода «Єсентуки № 4» із свердловин, що належать до Єсентукського родовища. Під наглядом фахівців частина мінеральних вод бальнеологічного курорту розливається в склотару на заводах у місті Єсентуки. Необхідно пам'ятати, що збереження лікувальних властивостей будь-якої мінеральної води можливе тільки у скляній тарі.
Природна мінеральна вода типу «Єсентуки № 4» надходить з свердловин з глибини 90 метрів. Вода, що надходить з джерела, безбарвна, прозора, содово-солоного смаку, без запаху, при витримуванні утворює незначний осад.

## Історична довідка
Вперше мінеральна вода типу «Єсентуки № 4» одержано з джерела № 4 Єсентукського родовища мінеральних вод. У 1950-ті роки з свердловини джерела, розташованого в північній частині Ессентукского курортного району (село Ново-Вдячна) отримана вуглекисла мінеральна термальна вода типу «Єсентуки № 4» — таким чином була вирішена проблема практичного розливу мінеральної води цього типу в пляшки. Відкриття слідом за цим Нагутського родовища мінеральних вод типу «Єсентуки № 4» створило умови для подальшого значного збільшення обсягу розливу води цього типу. На территрии Єсентуків налічується 11 джерел такого типу.

## Показання до застосування
Рекомендується лікувальне застосування мінеральної води «Єсентуки № 4» поза фази загострення при наступних захворюваннях:
- хронічний гастрит з нормальною, зниженою і підвищеною кислотністю;
- рефлюкс-гастрит та рефлюкс-езофагіт;
- виразкова хвороба шлунка і дванадцятипалої кишки;
- захворювання печінки і жовчовивідних шляхів;
- хронічний панкреатит;
- ожиріння;
- хронічний пієлонефрит;
- сечокам'яна хвороба;
- хронічний цистит;
- хронічний уретрит;
- порушення сольового та ліпідного обміну.

У зв'язку з тим, що при вживанні всередину мінеральна вода «Єсентуки № 4» стимулює секрецію соляної кислоти париєтальними клітинами шлунка, вона призначається для прийому як лікувальний засіб при захворюваннях шлунково-кишкового тракту із зниженою секретністю (наприклад, атрофічному гастриті). Терапевтична дія мінеральної води «Єсентуки № 4», як і інших мінеральних вод, не відрізняється високою ефективністю і великою тривалістю дії. Тим не менш, її використання в теплому вигляді за 15—20 хвилин до їжі сприяє стимуляції секреції соляної кислоти.
Мінеральна вода «Єсентуки № 4» застосовується для зниження підвищеної секреторної функції шлунку в бальнеологічному лікуванні хронічних гастритів та гастродуоденітів серед дітей. Її призначають за 1,5—2 години до прийому їжі з розрахунку 3—5 мл на кг ваги дитини на добу. В цілях стимуляції секреторної функції шлунку мінеральну воду «Єсентуки № 4» вживають в тому ж обсязі за 20—30 хвилин до їжі.
Крім того, вживання мінеральної води «Єсентуки № 4» показано для відновлення ритму дефекації серед дітей, які страждають на запор. З цією метою призначають прийом води вранці від чверті до півтори склянці з невеликою кількістю газу.

## Джерело
Видобуток та розлив мінеральної води «Єсентуки № 4» здійснюється великим числом компаній з різних свердловин, в тому числі:
- Єсентукськє родовище, свердловини № 33-біс, 34-біс, 39-біс, 41-біс, 49-Е, 418', 56, 57-РЕ-біс, 71;
- Нагутськє родовище мінеральних вод, що розташовано приблизно у 30 км від Єсентуків, свердловина № 49.

## Цікаво що
Під маркою «Єсентуки № 4» розливалась у пляшки близька за хімічним складом та терапевтичній дії мінеральна вода, що видобувається з свердловини № 49 Нагутського родовища, розташованого приблизно у 30 км від Єсентуків, яка належить до тієї ж групи (XXVa по ГОСТ Р 54316-2011) і типу мінеральних вод, що і «Єсентуки № 4». Однак, з 01.07.2012 року після вступу в дію ГОСТ Р 54316-2011 вода Нагутського родовища стала продаватися під торговим найменуванням «Нагутська № 4».
Незважаючи на набуття чинності 01.07.2012 ГОСТ Р 54316-2011, в магазинах і після 2012 року зустрічається бутильована мінеральна вода з етикеткою «Єсентуки № 4» без зазначення конкретного родовища.